# 共時性

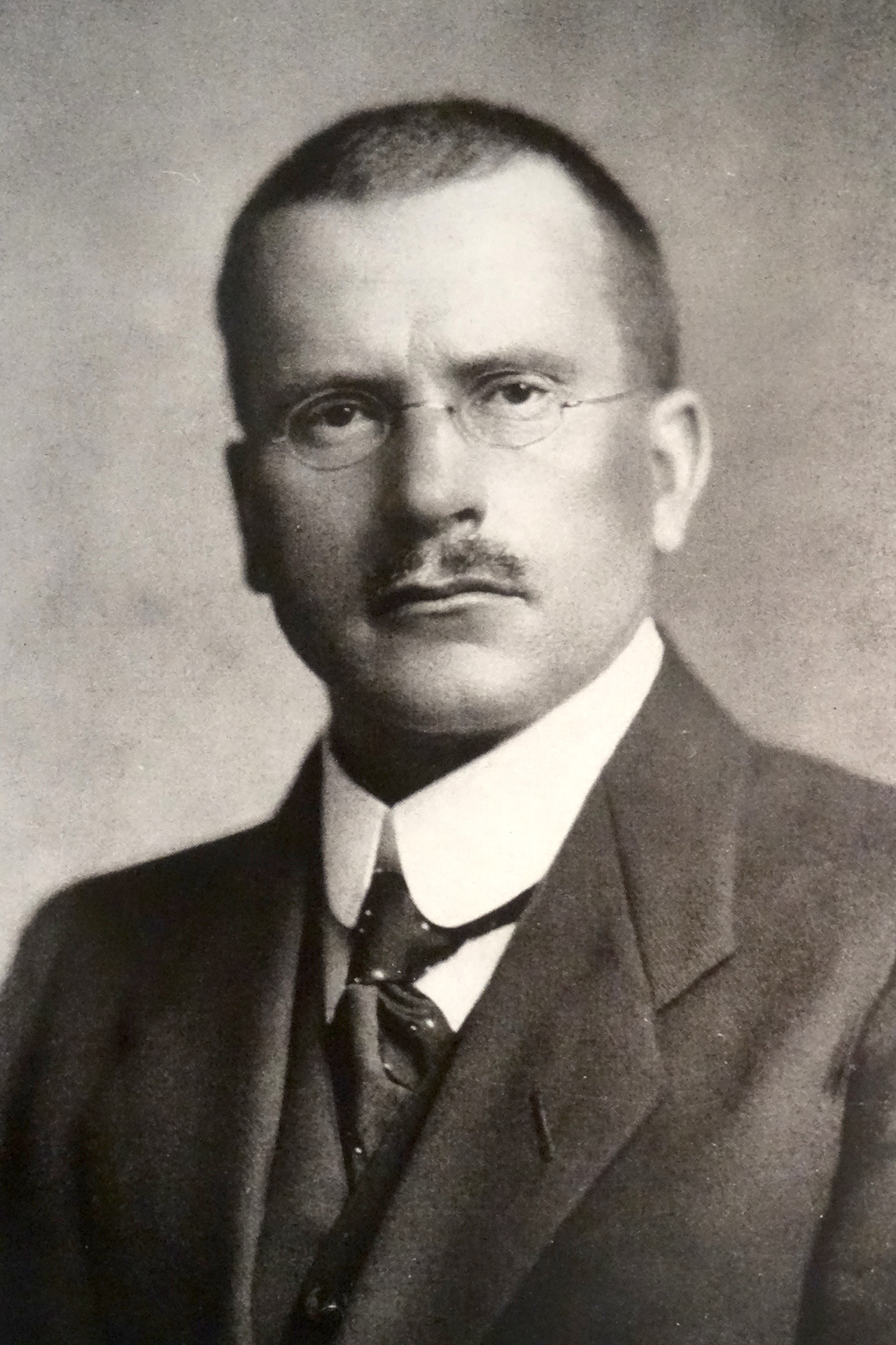
卡尔·荣格

共时性（德語：Synchronizität，又译同时性、同步性），是瑞士心理学家荣格1920年代提出的一个概念，内涵包括了“有意义的巧合”，用于表示在没有因果关系的情况下出现的事件之间看似有有意义的关联。荣格在他的事业历程中为这个概念下了几种不同的定义，如“非因果性原理”、“有意义的巧合”以及“非因果性平行”。荣格认为，这些表面上无因果关系的事件之间有着非因果性、有意义的联系，这些联系常取决于人的主观经验。荣格提出这一概念的时期可以追溯到1920年代，但是他在1951年的爱诺思研讨会上作报告时才给出了一个完整的结论。
1952年，荣格发表了一篇论文，题为《共时性——一种非因果性原理》（Synchronizität als ein Prinzip akausaler Zusammenhänge）。这篇论文和诺贝尔奖得主沃尔夫冈·泡利写的一篇研究课题相关的论文都被收录在同一卷中，而泡利有时会抨击荣格的想法。荣格认为当事件可能都是被因果关系所关联的，它们也有可能可以经由意义相关联。由意义所关联的事件之间不需要因果关系上的解释，这通常不违背因果性公理，但是在少数情况下会造成过早放弃因果解释的后果。
荣格在辩论关于超自然现象的存在时也使用了共时性的概念，一名相信超自然现象存在的作者阿瑟·库斯勒就在他1972年出版的《巧合的根源》（The Roots of Coincidence）中讨论了共时性。这一种超出仅仅巧合或一般意义上的超自然现象的共时性的想法被学术界所广泛的抗拒。
最近，德国精神分析学家和研究员贡纳尔-伊莫-里夫施莱格（Gunnar Immo Reefschläger）重点研究了在心理治疗中如何处理有意义的巧合。在他的论文中，他证明了卡尔-古斯塔夫-荣格的 "同步性 "概念在心理治疗中的临床应用，是一种特别的荣格式解释方法。同步性概念本身就为从业者提供了一个额外的治疗机会，将他与患者之间有意义的巧合经历整合到主观叙述中，让患者体验到这种叙述是有意义的。如果同步性时刻能够被敏感地识别、处理和解释，就会对治疗关系和心理治疗产生积极的影响。

## 概念

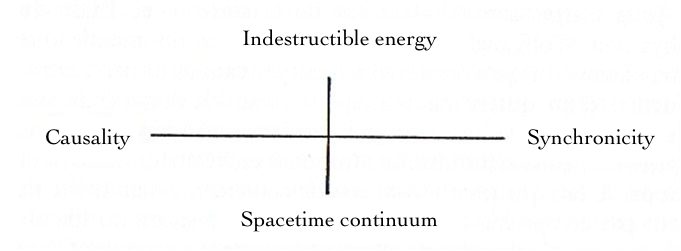
榮格的共時性概念之圖解說明.

术语“共時性(synchronicity)”由荣格创造，他定义这个词汇用于描述“在时间上同时或巧合发生的非因果性事件”。在他的书《共时性》中，他写道：“由于我们不可能检验所有因果律下可能发生的事情，如何才能识别非因果性结合的事件？这一问题的答案是在当在更快的反应中因果关系难以想象出来的时候，可以预计非因果性的事件发生。”

## 舉例
- 以巧合描述共時性並不恰當，而是有條件限制的巧合，例如兩人相遇，在沒有人為刻意為之之下，本身就是巧合。例如，說曹操，劉備到，這是巧合；說曹操，曹操到，如此才是共時性的巧合，一種多方面同時滿足的心想事成，我想曹操，曹操到來，兩方皆須成立。
- 1805年，法國詩人埃米勒·德尚（英语：Émile Deschamps）被陌生人德豐吉布先生邀請吃葡萄乾布丁。十年後，他在巴黎某餐廳點葡萄乾布丁吃，侍應告訴他最後一份葡萄乾布丁已經給了另一個客人，那個客人就是德豐吉布先生。又過了很久，1832年，埃米勒·德尚在飯局上吃葡萄乾布丁，跟朋友談起之前的事。一講德豐吉布先生，德豐吉布先生就走進房間，原來他是走錯房間。

## 相关研究著作
- Jung, Carl. . Routledge and Kegan Paul. 1972. ISBN 0-7100-7397-6. Also included in his Collected Works volume 8.
- Jung, Carl. . Routledge. 1977. ISBN 0-415-15508-8.
- Jung, Carl. . Princeton University Press. 1981. ISBN 0-691-01833-2.
- Wilson, Robert Anton. . New Falcon Pub. 1988. ISBN 9781561840045.

## 外部連結
- Igor V. Limar (2011). "Carl G. Jung’s Synchronicity and Quantum Entanglement: Schrödinger’s Cat ‘Wanders’ Between Chromosomes". NeuroQuantology Journal, 09 (2). pp. 313–321. （页面存档备份，存于）
- Carl Jung and Synchronicity （页面存档备份，存于）
- YouTube上的Bizarre & MYSTERIOUS COINCIDENCES